# NGC 6790
NGC 6790 (другое обозначение — PK 37-6.1) — планетарная туманность в созвездии Орёл.
Этот объект входит в число перечисленных в оригинальной редакции «Нового общего каталога».